# Kottayam
Pronunciação
Kottayam (em malaiala, കോട്ടയം) é uma cidade no estado indiano de Querala. Está localizada no centro de Querala e é também a capital administrativa do distrito de Kottayam. Kottayam tem uma população estimada de 60.725, segundo o censo de 2001. A cidade é um importante centro comercial de especiarias e de culturas comerciais, sobretudo de borracha. Maior centro da mídia impressa de Querala, empresas como o grupo Malayala Manorama e Deepika estão sediadas na cidade. Também é um pioneiro no moderno centro de ensino em Querala, a cidade se tornou o primeiro município a atingir mais de 90% de alfabetização e em 1989, tornou-se a primeira zona livre do tabaco na Índia[carece de fontes?]. A cidade de Kottayam também é chamada como "Akshara Nagari" o que significa a "Cidade de cartas", considerando a sua contribuição para a imprensa escrita e literatura.